# Jacques-René Hébert

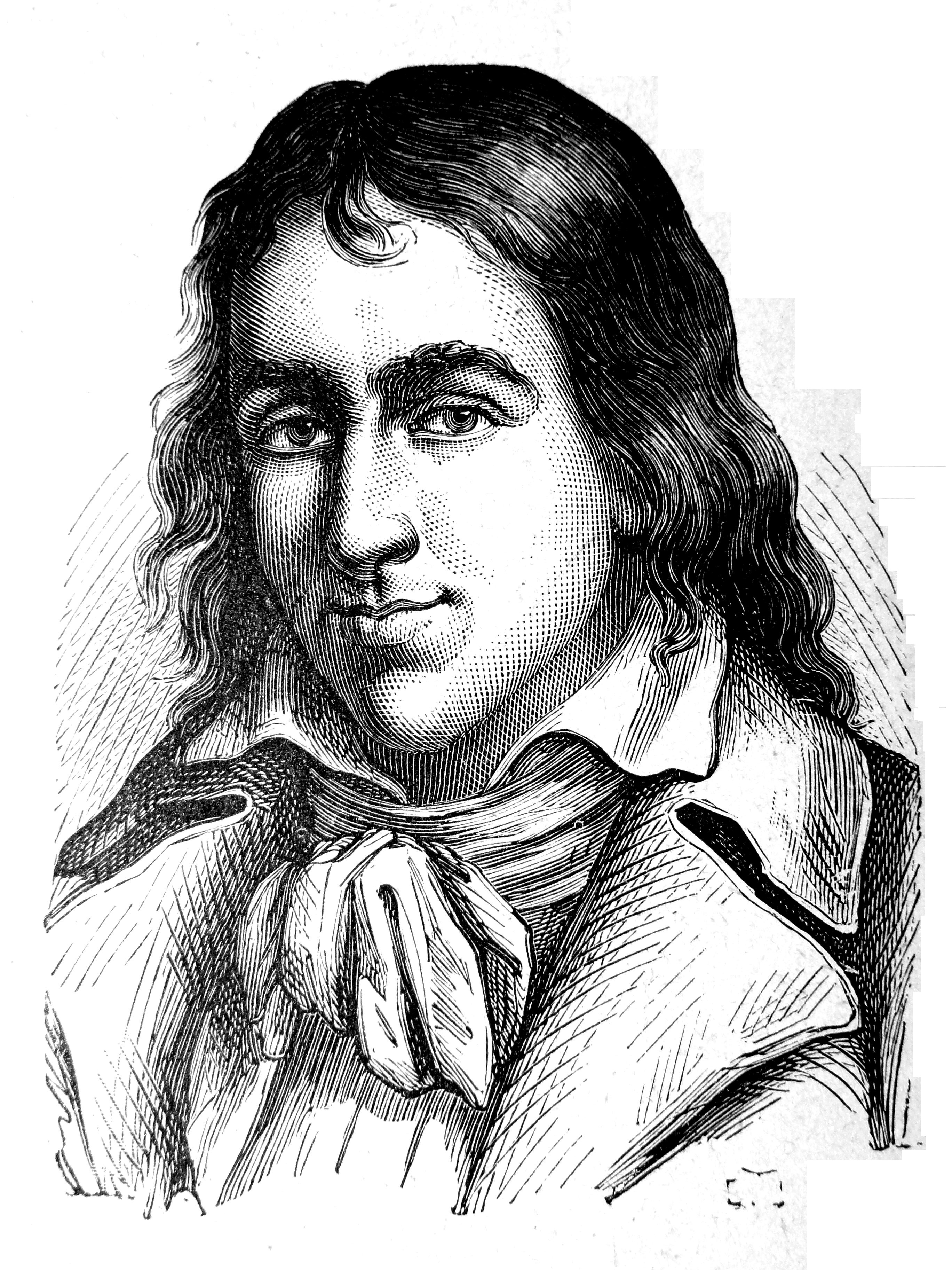
Hébert als jongeman

Jacques-René Hébert (Alençon, 15 maart 1759 - Parijs, 24 maart 1794) was een Frans revolutionair, journalist, uitgever en procureur. Samen met Jean-Paul Marat leidde hij de Parijse Commune van 1792. Hij nam het op voor de gewone man. Hébert was een kleine, beleefde man. Als lid van de Nationale Conventie en als leider van de radicale hébertisten had hij veel invloed. Zij protesteerden tegen hoge prijzen, lage lonen, voedseltekorten en speculanten.

## Biografie
Hébert was de zoon van welgestelde middenstanders. Zijn vader was goudsmid. De zoon vetrok in 1786 na een verloren proces naar Parijs, waar hij in armoede leefde. Hij werd een tijd lang onderhouden door een kapper en verdiende vervolgens de kost door in een theater te werken als kassamedewerker. Hij schreef enkele toneelstukken die nooit werden opgevoerd en werd ontslagen vanwege diefstal.
Na het uitbreken van de Franse Revolutie schaarde hij zich bij de revolutionairen en gaf verschillende pamfletten uit. In september 1790 begon hij zijn krant Le père Duchesne die een voor die tijd aanzienlijke oplage haalde, mede door de gratis verspreiding via de slijter en in het leger. In zijn krant ging hij tekeer tegen de koninklijke familie en de aristocratie. Hij had een grote schare volgelingen bij de cordeliers en wist de sansculotten op zijn hand te krijgen, maar hij wekte door zijn taal de verontwaardiging op van Camille Desmoulins. Nadat de koning was gevlucht en in Varennes-en-Argonne was aangehouden, ontpopte hij zich nog meer als tegenstander van de monarchie.

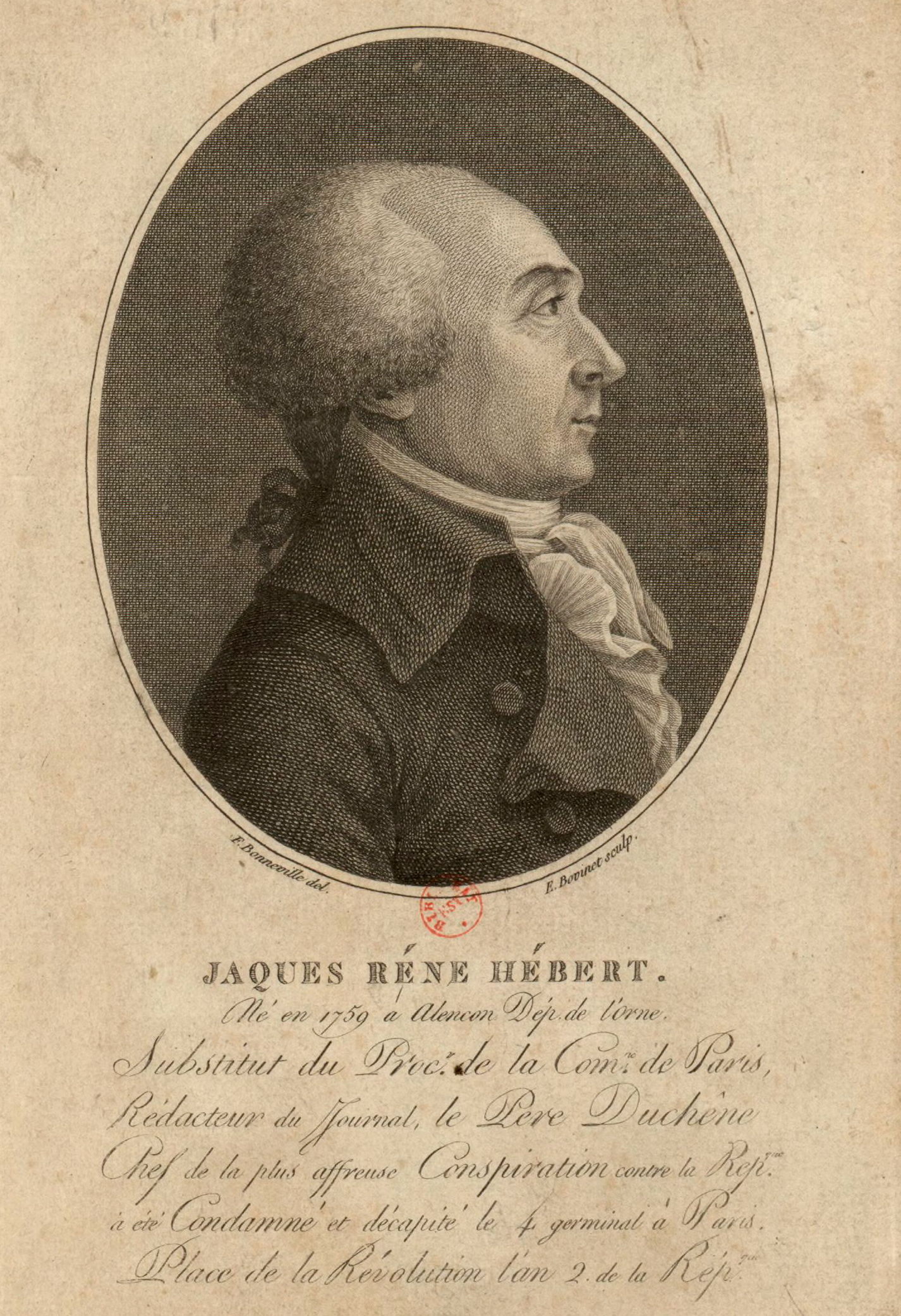
Hébert, redacteur van Le Père Duchesne, de krant van de sansculotten

Als leider van de Parijse commune nam hij in 1792 enkele radicale maatregelen, zoals een maximumprijs voor levensmiddelen. Als tegenstander van religie stelde hij voor de christelijke godsdienst te vervangen door de Cultus van de Rede. Hij trouwde met een 37-jarige uitgetreden non. Hébert viel in zijn geschriften onder anderen paus Pius VI, Mirabeau en Jean Sylvain Bailly aan. Hij had tevens een groot aandeel in het proces tegen de voormalige koningen, Marie Antoinette, waarbij hij vooral de sensationele kant belichtte: de diamanten-halssnoeraffaire en de (ongefundeerde) beschuldiging van incest.
Hébert wierp zich op als woordvoerder van de sansculotten. De Commune van Parijs wilde meer controle op de prijzen krijgen en strenge maatregelen invoeren tegen de hamsteraars en speculanten. Op 24 mei 1792 lieten de girondijnen Hébert samen met de postbode Varlet arresteren vanwege het 239e nummer van Le Père Duchesne. De Commune van Parijs eiste zijn vrijlating. Op 27 mei werd de Nationale Conventie omsingeld door een grote menigte en wisten de gevangenen te bevrijden. Op 31 mei organiseerden de secties hun verdediging. Op 2 juni was het afgelopen met de macht van de girondijnen. Vertegenwoordigers van de Commune eisten arrestatie van de leiders. Jean-Paul Marat las in de Conventie een lijst voor met de namen van 29 girondijnen die gearresteerd moesten worden. De woedende Hébert liet met behulp van de Nationale Garde een twintigtal girondijnen het gebouw uitzetten, en vluchtte naar Caen.
Op 21 juli, een week na de moord op Marat, verscheen hij in de Club der Jakobijnen. "Als er een opvolger van Marat nodig is, als de aristocratie om een tweede slachtoffer vraagt, hoeft daar niet naar gezocht te worden, dat ben ik." De schaarste was voor Hébert een machtig agitatiemiddel; zijn hele campagne berustte op het exploiteren van het probleem van de schaarste aan levensmiddelen. Hij viel de rijken en de kooplieden aan op thema's waarvan hij wist dat ze bij de sansculotten zouden aanslaan. Zij eisten maximumprijzen en vaste lonen.
In augustus 1793 sprak hij zich uit voor de Franse grondwet van 1793 en voor een sterker leger. Op 17 augustus 1793 sprak de Nationale Conventie zich uit voor conscriptie, de zogenaamde levée en masse, toen de Pruisische legers Verdun naderden. Hébert beschuldigde Jacques Pierre Brissot van spionage en van een poging in 1782 een Zwitsers paspoort te verkrijgen; kortom een leugenaar en landverrader. Brissot en 19 anderen werden ter dood veroordeeld. Ook Marie Antoinette en Lodewijk Filips II van Orléans moesten het ontgelden en stierven in oktober van dat jaar onder de guillotine, het door Hébert geprezen "nationale scheermes". In de laatste drie maanden van 1793 werden honderden priesters gevangengenomen. Kerken en kloosters werden verwoest en de verkoop van religieuze souvenirs en het houden van religieuze ceremonies verboden. De Nôtre-Dame werd een Tempel van de Rede.

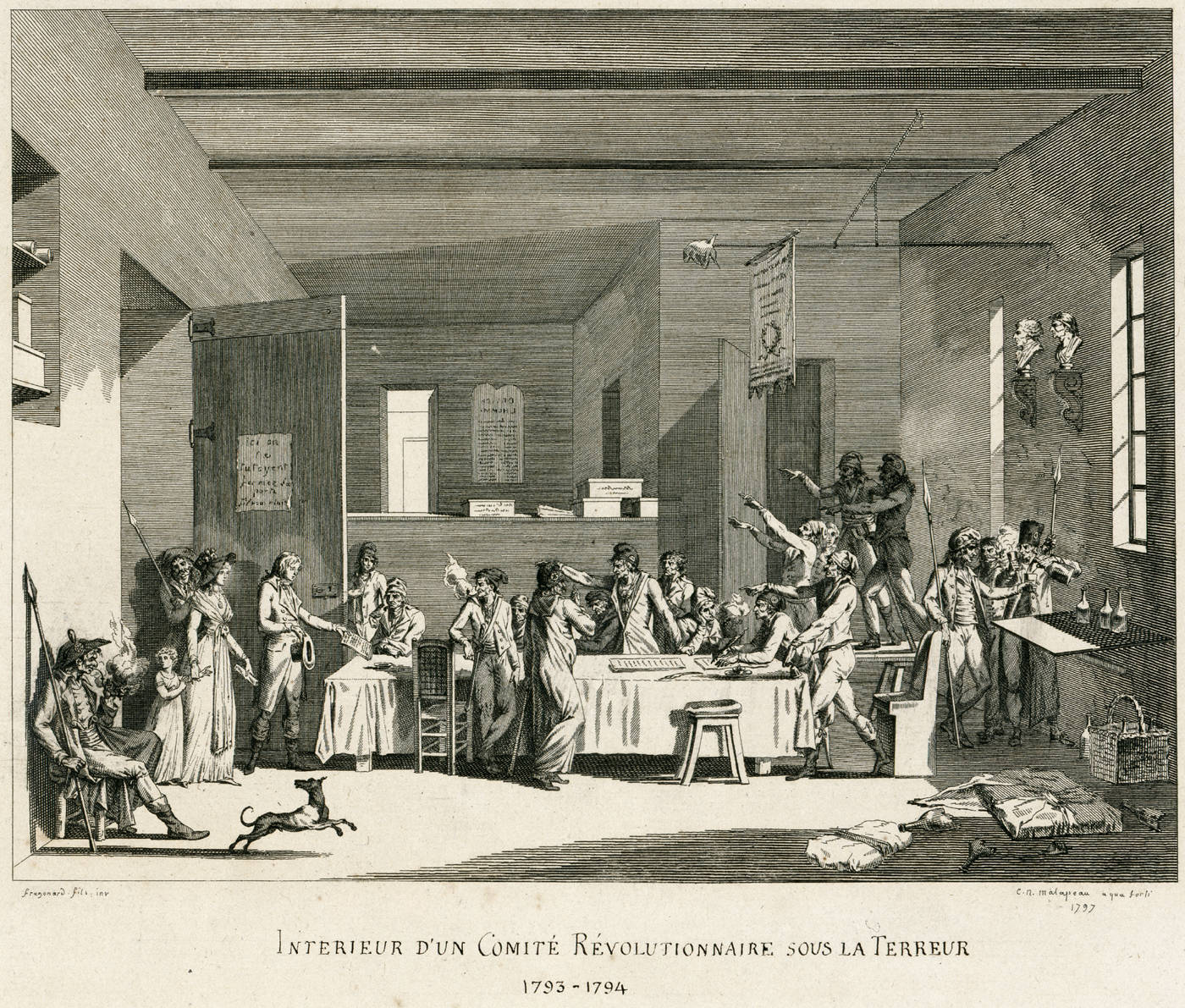
Het Comité revolutionnaire

Het Comité de salut public trok ondertussen alle macht naar zich toe en vestigde een dictatoriaal bewind, het begin van de Terreur. De aanhangers van Hébert, hébertisten genoemd, spraken zich uit voor meer daadkracht van het bewind en versterking van de geleide economie. Om de economische crisis te lijf te gaan, propageerde Hébert: "Verschaf werk aan alle burgers, geef bijstand aan ouden van dagen en invaliden en zet de kroon op uw werk door direct het onderwijs te organiseren."
Hébert had het schrikbewind nieuw leven weten in te blazen en beschuldigde diverse revolutionairen te gematigd te zijn. Georges Danton, die enkele maanden uit de running was geweest vanwege ziekte, wierp zich op als zijn tegenstander. Danton, die zag dat de terreur de nieuwe orde van de dag was geworden, riep op 5 september op tot het verlenen van gratie en hield de Nationale Conventie voor dat niemand graag als crimineel zou willen worden veroordeeld omdat hij niet genoeg revolutionair élan tentoonspreidde. De cordeliers en de jacobijnen raakten in heftig conflict. Hébert werd beschuldigd gebruik te maken van geld dat bedoeld was voor het leger om zijn krant te publiceren.
Op 10 oktober verbood Joseph Fouché elke godsdienstige ceremonie buiten het kerkgebouw. Op 5 of 24 oktober werd de revolutionaire kalender ingesteld. De tiende dag verving de zondag als rust- en feestdag. Op 6 november verklaarde de Conventie dat de gemeente het recht had de katholieke godsdienst af te schaffen. 's Avonds werd in de Club der Jacobijnen fel van leer getrokken tegen de priesters. Op 7 november 1793 deed de aartsbisschop van Parijs, Jean-Baptiste Gobel, op initiatief van Anacharsis Cloots, samen met veertien van zijn priesters, afstand van zijn ambt. Dat zij in het openbaar hun roomse gewaad hadden afgelegd kon worden beschouwd als het (gedwongen) afzweren van het katholicisme. In de Notre-Dame werd niet langer god aanbeden, maar de Cultus van de Rede gevierd. Op 10 november nam Gobel deel aan deze dienst. Het kwam tot een orgie in de zijbeuken en Robespierre keurde de uitspattingen af op 21 november. De Commune van Parijs bekrachtigde de sluiting van alle kerken. Eind november waren alle kerken in de hoofdstad aan de Cultus van de Rede gewijd. Op 7 december nam Robespierre het besluit om de vrijheid van godsdienst veilig te stellen.
Louis Antoine Simon de Saint-Just werd doelwit van Héberts aanvallen. Zijn (Saint-Juste of Hébert?) volgelingen waren op 4 december gearresteerd op beschuldiging van contra-revolutionaire acties. Zo zouden ze in verbinding staan met buitenlandse agenten. Op 20 december werden veel Hébertisten vrijgelaten. In januari 1794 deed Camille Desmoulins een felle aanval op Hébert. Robespierre vond dat het blad van Desmoulins verbrand moest worden.
Op 16 maart 1794 werd de meedogenloze en bloeddorstige Hébert, de "wezel" met de scherpe tanden, door Robespierre ten val gebracht en een week later onthoofd, tegelijk met zijn buurman en vriend Johannes Conradus de Kock, een Nederlandse patriot. Hébert was op de dag van de executie het laatst aan de beurt en op weg naar het schavot viel hij meerdere keren flauw. De beul liet de valbijl een paar seconden boven zijn hals hangen en de 400.000 toeschouwers stonden te juichen. Drie weken later volgde zijn vrouw het lot van haar man, samen met de weduwe van Desmoulins.